# Caposele
Caposele ist eine italienische Gemeinde mit 3234 Einwohnern (Stand 31. Dezember 2023) in der Provinz Avellino in der Region Kampanien. Der Ort ist Teil der Bergkommune Comunità Montana Terminio Cervialto.

## Geografie
Der Ort liegt an der Quelle des Flusses Sele und gehört zum Regionalpark Monti Picentini. Die Nachbargemeinden sind Calabritto, Bagnoli Irpino, Lioni, Teora, Conza della Campania, Castelnuovo di Conza (SA), Laviano (SA) und Valva (SA). Die Ortsteile sind Buoninventre und Materdomini.